# Црква Светог пророка Илије у Суботинцу
Црква Светог пророка Илије у Суботинцу, насељеном месту на територији општине Алексинац, припада Епархији нишкој Српске православне цркве.
Првобитна црква посвећена Светом пророку Илији је освештана 1856. године, али је због дотрајалости срушена 1936. године. Тада је саграђена и освештен данашњи храм, у време свештеника Николе Стојчића.